# Shaka Ponk
Shaka Ponk (também chamado SHK PNK) é uma banda de rock eletrónico francesa criada em 2004. Atualmente composta de seis membros e um macaco(Mr Goz). Shaka Ponk usa diferentes estilos musicais como o rock experimental, o funk e o hip hop, com letra que são uma mescla de esperanto, de inglês, de espanhol e raramente de francês.
Caracterizam-se também com Goz (diminutivo de Gustave Orlando Zimbana) que é um macaco virtual. Mais que um membro do grupo, ele é a marca registrada da banda. Goz aparece em cada show numa tela circular na cena.

## Historia
A banda é composta por sete membros : Goz, Frah (François Charon), Mandris, CC, Steve, Ion et Samaha Sam. Embora sejam franceses, é na Alemanha que o grupo Shaka Ponk é mais famoso.
De fato, em 2005, assinaram com o estúdio de gravação Edel Music. 
No fim do ano 2003, Frah (que era webdesigner) e CC (guitarrista) encontraram Stan, um hacker  que vivia em Los Angeles. Foi ele que produziu a coisa que se tornou na mascote e escodista da banda : o macaco virtual Goz (abravição de "ghost", que significa "fantasma" em inglês). Depois deste evento, Frah e CC imaginaram um grupo que mescla o Rock'n'Roll e o Electro. Algumas pessoas vão interessar-se nestas ideias, especialmente músicos :
- Mathias (baixista)
- Steve (sintetizador)
- Bob (bateria)

No início de 2004, um computador avariou durante um show, então Frah substitui Goz a cantar. Desde este dia, é Frah que canta. No fim de 2004, a banda não encontrou produtor, as principais pessoas do grupo (Frah, CC, Bob, Mathias) mudaram para Berlim. Faziam as primeiras partes dos shows de Korn, Mudvayne, Excilia, Skin e Boss Hoss. Em alguns meses, um técnico oferece-lhes a possibilidade de fazer espectáculos e de ensaiar. Ficam em Berlim de 2005 a 2008.
Em 2006, seu primeiro álbum é lançado : "Loco Con Da Frenchy Talking", é este álbum que faz conhecer o grupo ao público francês.
Seu segundo álbum, Bad Porn Movie Trax foi gravado em Paris e lançado no dia 25 de maio de 2009, seguido de duas re-edições onde há algumas mudanças : uma primeira no mesmo ano, e uma segunda em março 2010 com novas canções : Stop The Bot e French Touch Puta Madre (live).
Shaka Ponk fez um show em New York City pela primeira vez em Outobro 2009 no CMJ Musical Festival e a 7 de Novembro, a AOL escolheu a canção “How We Kill Stars” do álbum Bad Porn Movie Trax como "Music Video Of The Day".
O grupo adicionou um garota na banda em 2011, Samaha Sam, e faziam o álbum "The Geeks and the Jerkin' Socks" que foi lançado em junho 2011. Neste álbum, Bertrand Cantat, o ex-escodista da banda francesa de Rock Noir Désir, canta na canção "Palabra Mi Amor".

## Origens
O grupo Shaka Ponktem  origem no Norte da França. Quando a banda foi criada, a ideia era de criar um grupo "zen", "Buda" com um espírito metal. Este aspecto pode encontrar-se na palavra "Shaka", que era o nome do primeiro Buda; a palavra "Ponk" é a parte Punk da banda.

## Discografia

### Álbuns
| Ano  | Título                          | Classificações FR |
| ---- | ------------------------------- | ----------------- |
| 2006 | Loco Con Da Frenchy Talkin'     | 101               |
| 2009 | Bad Porn Movie Trax             | 81                |
| 2011 | The Geeks and the Jerkin' Socks | 17                |

### Reedições
| Ano  | Título                                      | Mudanças                                                               |
| ---- | ------------------------------------------- | ---------------------------------------------------------------------- |
| 2009 | Loco Con Da Frenchy Talkin' (Recycled 2009) |                                                                        |
| 2010 | Bad Porn Movie Trax' 2nd edition'           | Títulos adicionados : 'Stop the Bot', 'French Touch Puta Madre (Live)' |

### Singles
- 2006 : "Fonk Me
- 2006 : "Hell'O"
- 2009 : "How We Kill Stars"
- 2009 : "Do"
- 2011 : "Let's Bang"
- 2011 : "Palabra Mi Amor"
- 2011 : "Sex Ball
- 2011 : "My Name Is Stain

### Colaborações
- 2003 A canção Spit é a soundtrack do filme francês « Dédales »
- 2003 A marca Fanta utiliza no single Hell'O para uma publicidade
- 2008 Lust And Cuckoo é utilizada para uma marca de presunto na França
- 2008 Música dos Jogos Olímpicos 2008
- 2011 Duo com Bertrand Cantat para a canção "Palabra mi amor".
- 2011 Duo com Beat Assailant para a canção "Old School Rocka".
- 2012 Duo com Skunk Anansie para a canção "Spit You Out".